# Österreichisch Geldern
Österreichisch Geldern war der bei den Habsburgern nach dem Frieden von Utrecht (1713) – Beendigung des Spanischen Erbfolgekriegs – in den nun österreichischen Niederlanden verbliebene Teil des Herzogtums Geldern.

Oberquartier Geldern 1715

## Lage
Der österreichische Teil Gelderns umfasste hauptsächlich die heute niederländische Stadt Roermond mit einem nach Osten, ins heutige Deutschland reichenden Streifen. Hier erstreckte sich das Gebiet von Elmpt, Niederkrüchten bis nach Wegberg. Westlich von Roermond lag, getrennt durch die Grafschaft Hoorn, ein weiteres Gebiet um die niederländische Stadt Weert.

## Geschichte

### Von 1794 bis 1814
Österreichisch Geldern war der nach dem Frieden von Utrecht der Habsburgermonarchie verbliebene Teil Obergelderns, das vor dem Krieg Teil der spanischen Niederlande gewesen war. Die übrigen Teile Obergelderns fielen an das Königreich Preußen und die Republik der Vereinigten Niederlande, die Exklave um Erkelenz an Pfalz-Neuburg. 
1794 eroberten französische Revolutionstruppen das linke Rheinufer. 1797 verzichtete der römisch-deutsche Kaiser Franz II. in seiner Eigenschaft als Landesherr der habsburgischen Erblande im Frieden von Campo Formio auf seine linksrheinischen Gebiete, die nunmehr völkerrechtlich zu Frankreich gehörten.
Die französische Verwaltung gliederte das Gebiet in das Département de la Meuse Inférieure (Departement der unteren Maas auch Niedermaas) ein. Der spätere deutsche Gebietsteil lag nun im Kanton Cruchten (Niederkrüchten).

### Nach dem Wiener Kongress
Mit dem Wiener Kongress (1815) fielen die Gebiete an Preußen und wurden Teil des Kreises Erkelenz in der Rheinprovinz. Die Gebiete westlich der Maas unter Berücksichtigung eines östlich parallel zu ihr verlaufenden schmalen Streifens wurden an das 1815 neuentstandene Königreich der Vereinigten Niederlande abgetreten, wo sie zur Provinz Limburg kamen.